# Peristrominous dolosus
Peristrominous dolosus is een straalvinnige vissensoort uit de familie van fluweelvissen (Aploactinidae). De wetenschappelijke naam van de soort is voor het eerst geldig gepubliceerd in 1952 door Whitley.